# Edmund Chodyński
Edmund Chodyński ps. „Karo” (ur. 7 lipca 1893 w Kaliszu, zm. 7 listopada 1967 w Lubaniu Śląskim) – działacz socjalistyczny i niepodległościowy. Uczestnik wojny polsko-bolszewickiej. Radny Łodzi. Członek konspiracyjnej PPS-WRN.

## Życiorys
Syn Henryka, kolejarza. Ukończył szkołę elementarną w Kaliszu. Do 1912 pracował jako ślusarz kopalniany w Sosnowcu, gdzie wstąpił do PPS i w 1913 do Związku Strzeleckiego.
Od 20 sierpnia 1914 do sierpnia 1916 żołnierz II Brygady Legionów. Był trzykrotnie ranny pod Mołołkowem, Czerniowcami i Kolkami. Zwolniony jako inwalida (głuchota). Od 1916 sierżant (według innych źródeł porucznik) w Polskiej Organizacji Wojskowej. Po kryzysie przysięgowym w 1917 internowany w Szczypiornie. Zbiegł do Zagłębia.
W 1918 był współorganizatorem Milicji Ludowej PPS w Zagłębiu Dąbrowskim. Uczestniczył w rozbrajaniu Niemców. W 1919 był sekretarzem Związku Zawodowego Robotników Rolnych RP w powiecie Błonie, m.in. za działalność związkową był pół roku więziony na Mokotowie w Warszawie. W związku kierował wydziałem reformy rolnej, serwitutowym i komasacyjnym.
W czasie wojny polsko-bolszewickiej 1920 r. wraz z Józefem Dzięgielewskim był współorganizatorem grup dywersyjnych „Związku Obrony Ojczyzny” na tyłach Armii Czerwonej. W latach 1923–1926 był członkiem sekretariatu Zarządu Głównego Związku Zawodowego Robotników Rolnych RP. W 1929 był współorganizatorem i sekretarzem Związku Zawodowego Małorolnych, a od 1929 do 1933 członkiem Centralnego Wydz. Wiejskiego PPS.
W trakcie wyborów parlamentarnych w 1928 został wybrany posłem z listy nr 2 (PPS) w okręgu wyborczym nr 25 (Biała Podlaska). W Sejmie II kadencji, jako przedstawiciel Związku Parlamentarnego Polskich Socjalistów, zasiadał w komisji reform rolnych. Od 1928 był współorganizatorem Milicji PPS i członkiem jej Komendy Głównej.
W 1930 uczestniczył w kongresie Centrolewu w Krakowie, 14 października 1930 za zorganizowanie i kierowanie akcją zbrojnej ochrony wiecu Centrolewu w Warszawie został aresztowany i 1 lutego 1931 r. skazany na 4 lata ciężkiego więzienia. Został uwolniony po apelacji w 1933 r.
Od 1933 r. do 1937 r. był przewodniczącym Łódzkiego Okręgowego Komitetu Robotniczego PPS. Przewodniczył łódzkiej delegacji na XXIII Kongres PPS w 1934 i był członkiem delegacji na XXIV Kongres PPS w 1937. Był członkiem Rady Naczelnej PPS od 1934 do 1939. Był również radnym miasta Łodzi w latach 1936-1939. Od 1934 był członkiem Komendy Głównej Akcji Socjalistycznej (milicji PPS).
Od 1933 do 1935, na następnie od 1938 do 1939 był członkiem Zarządu Głównego Związku Zawodowego Transportowców, a od 1936 do 1938 członkiem Rady Głównej Związku Zawodowego Małorolnych. Po jego antykomunistycznych oświadczeniach zarzucono mu w Łodzi współpracę z policją polityczną. Został z tego zarzutu oczyszczony. Następnie po nadużyciach w wydawnictwie partyjnym został zawieszony w prawach członka partii przez Łódzki OKR. Sprawę skierowano co Centralnego Sądu Partyjnego, lecz do września 1939 nie została ona rozpatrzona.
W czerwcu 1939, za zgodą Centralnego Komitetu Wykonawczego PPS, rozpoczęto we współpracy z Oddziałem II Sztabu Generalnego Wojska Polskiego przygotowywanie grup dywersyjnych na wypadek wojny. Grupy te miały wykorzystać  doświadczenia i kadry działaczy PPS w tajemnicy przed władzami zarówno państwowymi, jak i partyjnymi. Chodyński organizował w Łodzi batalion „Baron-Berlin”.
We wrześniu 1939 r. wraz z grupą działaczy PPS przedostał się do Warszawy, gdzie był organizatorem kwaterującego na Pradze łódzkiego Robotniczego Batalionu Obrony Warszawy. W październiku 1939 rozpoczął działalność w konspiracyjnej PPS-WRN na terenie Łodzi. Od listopada 1939 był sekretarzem, a od końca 1940 przewodniczącym Okręgowego Komitetu Robotniczego PPS-WRN w Łodzi. Zagrożony aresztowaniem w listopadzie 1941 przeniósł się do Warszawy, a następnie do Radomia. Tam był członkiem OKR do 1944 i dowódcą Gwardii Ludowej WRN. Pracował jednocześnie jako ślusarz w jednej z radomskich fabryk.
Po wojnie pozostał pod fałszywym nazwiskiem z czasów wojny, pracował w jednej z radomskich fabryk. Zmarł w lutym 1962 r. lub listopadzie 1967.